# لاویتشکی
لاویتشکی (به چکی: Lavičky) یک منطقهٔ مسکونی در جمهوری چک است که در ناحیه ژدار ناد سازاووو واقع شده‌است. لاویتشکی ۵٫۷۳ کیلومتر مربع مساحت و ۴۴۸ نفر جمعیت دارد و ۵۱۸ متر بالاتر از سطح دریا واقع شده‌است.